# 小象ババールの物語
『小象ババールの物語』（フランス語: L'histoire de Babar, le petit éléphant）は、フランシス・プーランクが1945年に作曲したピアノと語り手のための音楽物語である。
『子象ババールの物語』や『子象ババールのお話』、また原作通りに『ぞうのババール』とも呼ばれる。プーランクの作品番号であるFP番号では「129番」である。

## 概要
第二次世界大戦中の1940年にプーランクは、ブリーヴ＝ラ＝ガイヤルドにおいて11人の甥や姪たちが作家ローラン・ド・ブリュノフの絵本『ぞうのババール(小象ババールの物語)』を読んで夢中になっているのを見てこれを音楽をつけてみようと思い立った。早速作曲を始め、下書きまで済ませたが、数年間放置されたままであった。それから5年を経た1945年になって、ブリーヴ＝ラ＝ガイヤルドで成長した従兄弟の子供たちから作曲したババールのことについて尋ねられたプーランクは再び作曲を始め、同年に作品を完成させた。詩的で愛情に富み、シューマンの『子供の情景』やドビュッシーの『子供の領分』に通じる音楽である。
実はプーランクとブリュノフは友人で、原作の絵本の曲付けにブリュノフは快く承諾し、台本もブリュノフが担当している。ストーリーは原作と同じく忠実であるが、「デパート」の話の部分のみ外されている。またジャン・フランセがプーランクの許可を得て管弦楽伴奏版も作成されているが、この版はプーランクが没する直前の1962年に完成されている。
プーランクは原作にある明快さや素朴さを損なうことなく新たな感動を加えている。当作品では語りを尊重しつつも、音楽も添え物としていないことから、プーランクのピアノ曲の中でも最も優れている作品であるといえる。

## 演奏時間
全体で約27分。

## 録音
多くはないが、ジャン＝マルク・ルイサダのピアノ、ジャンヌ・モローの語りの録音(DG)などがある。
また、日本では1989年に高橋アキのピアノと矢川澄子の翻訳を忌野清志郎の語りで録音したCDが東芝EMIから出され、数万枚を売り上げるヒットになったが、絵本（イラスト）の権利問題でその後廃盤になる。後に権利問題が解決したことで2012年に再発された。